# 渋谷在明

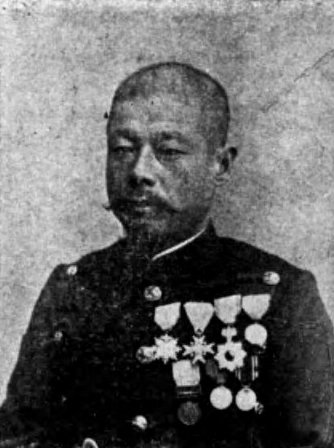
渋谷在明

渋谷 在明（しぶや ざいめい、旧字体：澁谷 在明󠄁、1856年7月15日（安政3年6月14日） - 1923年12月14日）は、日本の陸軍軍人。最終階級は陸軍中将。

## 経歴
和歌山県出身。和歌山藩士の家に江戸で生まれる。1878年（明治11年）12月、陸軍士官学校（旧2期）を卒業。翌年2月、騎兵少尉任官。1886年（明治19年）12月、陸軍大学校（2期）を優等で卒業。参謀本部第2局に配属。1889年（明治22年）11月から1891年（明治24年）11月まで東宮武官を務めた。日清戦争末に近衛騎兵連隊大隊長として台湾に出征（乙未戦争）。
1895年（明治28年）1月、近衛騎兵連隊長に就任し、1897年（明治30年）10月、騎兵大佐に昇進。1900年（明治33年）4月、騎兵第15連隊長に転じた。1901年（明治34年）2月、陸軍騎兵実施学校長に異動。同年11月、陸軍少将に進級し騎兵第1旅団長に着任。1903年（明治36年）4月、騎兵監となる。1904年（明治37年）2月、第1軍兵站監に発令され日露戦争に出征。1906年（明治39年）2月、輜重兵監に就任し、1908年（明治41年）12月、陸軍中将に進んだ。
1914年（大正3年）5月に待命となり、同年8月、予備役編入された。1919年4月1日、後備役となる。
1916年（大正5年）1月、宮内省主馬頭となり、1921年（大正10年）10月から宮中顧問官を務めた。大正12年12月14日薨去。墓所は千駄ヶ谷の仙寿院。

## 栄典・授章・授賞
位階
- 1886年（明治19年）11月27日 - 正七位[2]
- 1891年（明治24年）12月28日 - 従六位[3]
- 1895年（明治28年）3月28日 - 正六位[4]
- 1897年（明治30年）10月30日 - 従五位[5]
- 1902年（明治35年）2月20日 - 正五位[6]
- 1907年（明治40年）4月20日 - 従四位[7]
- 1914年（大正3年）9月1日 - 従三位[8]

勲章等
- 1889年（明治22年）11月29日 - 大日本帝国憲法発布記念章[9]
- 1892年（明治25年）5月28日 - 勲六等瑞宝章[10]
- 1895年（明治28年）12月14日 - 功四級金鵄勲章・単光旭日章[11]
- 1896年（明治29年）11月25日 - 勲五等瑞宝章[12]
- 1902年（明治35年）11月29日 - 勲四等瑞宝章[13]
- 1905年（明治38年）5月30日 - 勲三等瑞宝章[14]
- 1906年（明治39年）4月1日 - 功三級金鵄勲章・勲二等旭日重光章・明治三十七八年従軍記章[15]
- 1915年（大正4年）11月10日 - 大礼記念章[16]
- 1917年（大正6年）12月24日 - 勲一等瑞宝章[17]
- 1921年（大正10年）7月1日 - 第一回国勢調査記念章[18]